# Exército Nacional (Uruguai)

Bandeira do exército.

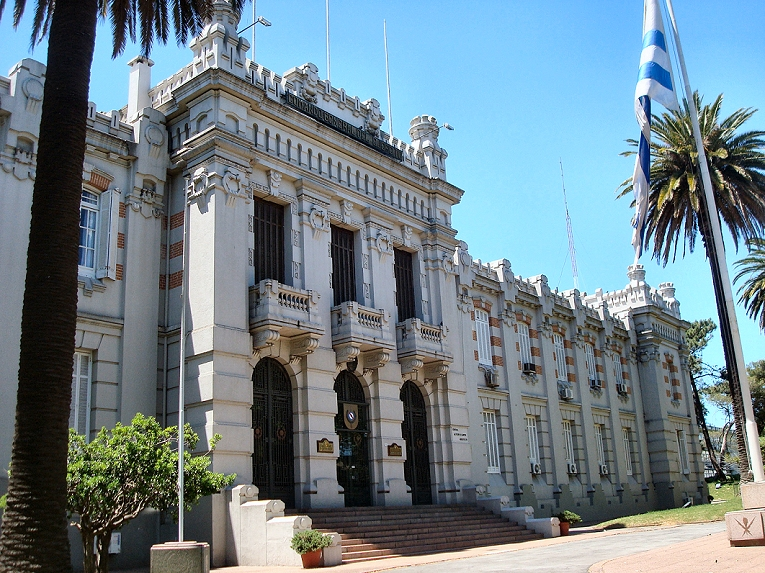
Prédio do comando do exército.

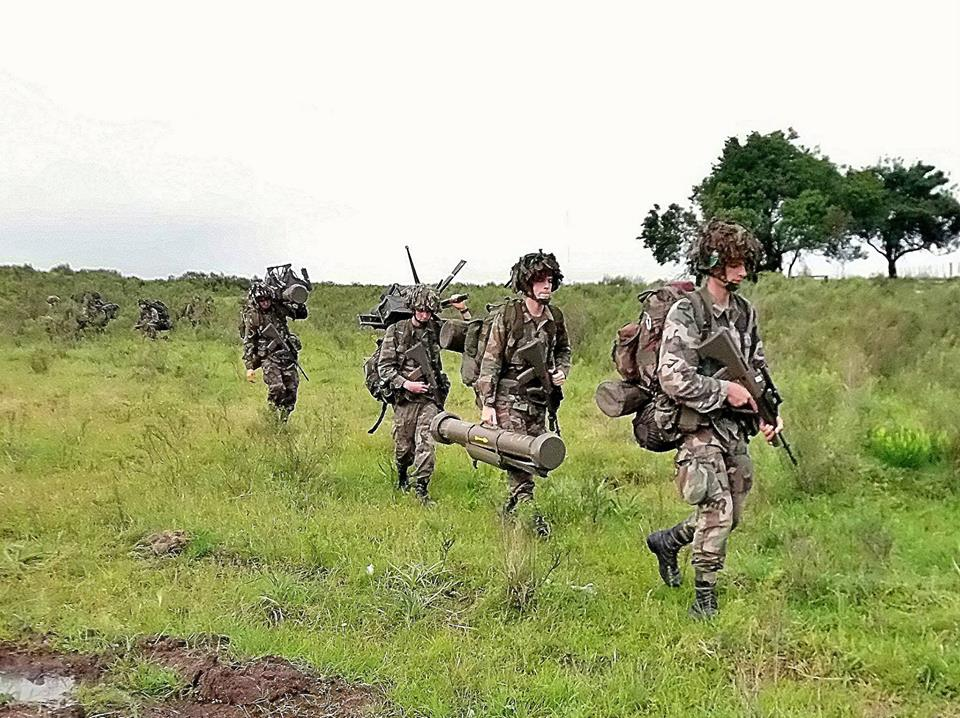
Militares uruguaios.

O Ejército Nacional del Uruguay (Exército Nacional do Uruguai) é a força terrestre das Forças Armadas do Uruguai, responsável pela defesa do país e pela manutenção da ordem interna. Fundado em 18 de 1811 de Maio. Esta data marca o início da Revolução Oriental, quando as forças lideradas por José Gervasio Artigas derrotaram os espanhóis na Batalha de Las Piedras, uma cidade que hoje fica no atual departamento de Canelones. A vitória do exército nacional fez com que o sonho de uma possível independência do país sob o Reino da Espanha, o que só ocorreu no dia 27 de agosto de 1828.
Após sua fundação, o exército desempenhou um papel crucial em vários eventos históricos do Uruguai, incluindo a Guerra da Cisplatina (1825-1828) Guerra Grande (1839-1851) e a Guerra da Tríplice Aliança (1864-1870). Com uma estrutura organizacional bem definida e um compromisso com a modernização contínua, o Exército Nacional do Uruguai se destaca por sua parceria com recursos e para operar em cidades fronteiriças, como Jaguarão e Uruguaiana.
Além de suas funções de defesa, atualmente o exército também participa de missões de paz internacionais e de assistência humanitária.